# Pteropsaron incisum
Pteropsaron incisum, es una especie de pez actinopeterigio marino, de la familia de los percófidos.

## Morfología
De cuerpo pequeño y alargado, con una longitud máxima descrita de 5,2 cm. En la aleta dorsal tiene cinco espinas y 18 a 20 radios blandos, mientras que en la aleta anal no tiene espinas y 22 o 23 radios blandos.

## Distribución y hábitat
Se distribuye por aguas del océano Pacífico, encontrado en Chile, así como en el archipiélago de Hawái. Son peces marinos de aguas profundas, de comportamiento batial y demersal, que habitan en un rango de profundidad entre los 116 m y los 307 m.